# Communauté de communes du Grand Langres (ancienne)
La Communauté de communes du Grand Langres est une ancienne communauté de communes française, située dans le département de la Haute-Marne en région Grand Est.

## Historique
La Communauté de communes du Grand Langres a été créée le 1er janvier 2013.
Elle est issue de la fusion des dix-sept communes de la Communauté de communes de l'Étoile de Langres et des dix communes de la Communauté de communes de la région de Neuilly-l'Évêque.
Au regroupement viennent s'ajouter les huit communes suivantes :
- Beauchemin, Chatenay-Vaudin, Courcelles-en-Montagne, Mardor.
- Faverolles, Marac, Ormancey (précédemment membres de la CC vallée de la Suize).
- Plesnoy (précédemment membre de la CC du pays d'Amance).

Par arrêté préfectoral du 27 décembre 2016, elle fusionne le 1er janvier 2017 avec la communauté de communes du Bassigny pour former la nouvelle intercommunalité du Grand Langres.

## Composition
Elle regroupait trente-quatre communes au 1er janvier 2016:
| Nom                         | Code Insee | Gentilé         | Superficie (km2) | Population (dernière pop. légale) | Densité (hab./km2) |
| --------------------------- | ---------- | --------------- | ---------------- | --------------------------------- | ------------------ |
| Langres (siège)             | 52269      | Langonais       | 22,33            | 7 850 (2014)                      | 352                |
| Bourg                       | 52062      | Bourgeois       | 7,23             | 151 (2014)                        | 21                 |
| Champigny-lès-Langres       | 52102      | Campinois       | 6,35             | 413 (2014)                        | 65                 |
| Chanoy                      | 52106      | Chanoyens       | 2,10             | 150 (2014)                        | 71                 |
| Chatenay-Mâcheron           | 52115      |                 | 6,10             | 113 (2014)                        | 19                 |
| Humes-Jorquenay             | 52246      | Hûmois          | 15,64            | 575 (2014)                        | 37                 |
| Lecey                       | 52280      |                 | 7,85             | 213 (2014)                        | 27                 |
| Noidant-le-Rocheux          | 52355      | Noidantais      | 16,49            | 164 (2014)                        | 9,9                |
| Peigney                     | 52380      | Villepaniens    | 8,22             | 370 (2014)                        | 45                 |
| Perrancey-les-Vieux-Moulins | 52383      |                 | 17,26            | 290 (2014)                        | 17                 |
| Rolampont                   | 52432      | Rolampontais    | 49,10            | 1 522 (2014)                      | 31                 |
| Saint-Ciergues              | 52447      |                 | 12,45            | 187 (2014)                        | 15                 |
| Saint-Martin-lès-Langres    | 52452      |                 | 3,64             | 106 (2014)                        | 29                 |
| Saint-Maurice               | 52453      | Mauritiens      | 3,55             | 131 (2014)                        | 37                 |
| Saints-Geosmes              | 52449      | Saints-Geosmois | 27,61            | 1 145 (2014)                      | 41                 |
| Voisines                    | 52545      | Voisinats       | 19,08            | 88 (2014)                         | 4,6                |
| Andilly-en-Bassigny         | 52009      | Andillois       | 8,42             | 111 (2014)                        | 13                 |
| Bannes                      | 52037      | Bannois         | 9,16             | 391 (2014)                        | 43                 |
| Bonnecourt                  | 52059      | Bonnecourtois   | 10,88            | 128 (2014)                        | 12                 |
| Changey                     | 52105      | Changeyeins     | 6,67             | 299 (2014)                        | 45                 |
| Charmes                     | 52108      |                 | 6,04             | 152 (2014)                        | 25                 |
| Dampierre                   | 52163      | Dampierrois     | 16,39            | 388 (2014)                        | 24                 |
| Neuilly-l'Évêque            | 52348      | Neuilléens      | 23,76            | 623 (2014)                        | 26                 |
| Orbigny-au-Mont             | 52362      |                 | 9,35             | 140 (2014)                        | 15                 |
| Orbigny-au-Val              | 52363      |                 | 7,55             | 97 (2014)                         | 13                 |
| Poiseul                     | 52397      |                 | 4,58             | 77 (2014)                         | 17                 |
| Beauchemin                  | 52042      |                 | 11,92            | 101 (2014)                        | 8,5                |
| Chatenay-Vaudin             | 52116      |                 | 3,72             | 55 (2014)                         | 15                 |
| Courcelles-en-Montagne      | 52147      | Courcellois     | 15,16            | 91 (2014)                         | 6                  |
| Faverolles                  | 52196      | Faverollais     | 17,28            | 107 (2014)                        | 6,2                |
| Marac                       | 52307      | Maracéens       | 21,92            | 216 (2014)                        | 9,9                |
| Mardor                      | 52312      | Mardochins      | 7,44             | 56 (2014)                         | 7,5                |
| Ormancey                    | 52366      |                 | 17,11            | 82 (2014)                         | 4,8                |
| Plesnoy                     | 52392      | Plesnoysiens    | 9,03             | 106 (2014)                        | 12                 |

## Administration

### Liste des présidents
| Période      | Période       | Identité        | Étiquette | Qualité            |
| ------------ | ------------- | --------------- | --------- | ------------------ |
| janvier 2013 | avril 2014    | Didier Loiseau  |           |                    |
| avril 2014   | décembre 2016 | Marie José Ruel |           | Maire de Rolampont |

### Siège
46, avenue Turenne, BP 142, 52206 Langres Cedex.

## Compétences
Nombre total de compétences exercées : 16